# Жлиеби
Жлиеби (на сръбски: Жлијеби) е село в Черна гора, разположено в община Херцег Нови. Населението му според преброяването през 2011 г. е 10 души.

## Население
Численост на населението според преброяванията през годините:
- 1948 – 61 души
- 1953 – 57 души
- 1961 – 54 души
- 1971 – 37 души
- 1981 – 36 души
- 1991 – 24 души
- 2003 – 11 души
- 2011 – 10 души